# .lt
‎.lt‏ دامنه اینترنتی اختصاص داده شده به کشور لیتوانی است.